# Gedser Rev (fyrskepp)
Fyrskeppet Gedser Rev är ett tidigare danskt fyrskepp som har tjänstgjort i danska farvatten som Fyrskib No. XVII. Det saknade motor och släpades på plats. 
Fyrskeppet tjänstgjorde på Lappegrund nordväst om Helsingör från 1896 till 1919. Besättningen på 14 personer var uppdelad på två skift som arbetade växelvis en månad ombord följt av en månads ledighet. Mistluren drevs av två ångmaskiner, som år 1918 ersattes med en fotogenmotor med 18 hästkrafter. År 1921 installerades en tändkulemotor på 146 hk av fabrikat Völund för framdrivning. Fartyget utrustades också med radiopejl, radiofyr och elektrisk undervattensmistsignal (VMS).
Fyrskeppet flyttades till Gedser Rev år 1921 och låg kvar på den positionen till 1972 bortsett från en period under andra världskriget då tyskarna flyttade det till Stora Bält. År 1954 påseglades det av ett fartyg på babord sida och sjönk inom några minuter. En matros omkom men resten av besättningen räddades. Fyrskeppet bärgades och reparerades och återvände till sin position.
Under kalla kriget rapporterades och fotograferades de fartyg från Warszawapakten som passerade fyrskeppet. Efter byggandet av  Berlinmuren blev fyrskeppet också mål för många av de östtyska flyktingar som tog sig  över Östersjön.
Gedser Rev lades ut till försäljning 1972 och köptes av A.P. Møller og Hustru Chastine Mc-Kinney Mærsk Møllers Fond til almene Formaal, som skänkte det till Nationalmuseet i Köpenhamn. Det lades vid kaj i Nyhavn och genomgick en omfattande renovering 2012–2014 med medel från ovannämnda fond. År 2018 flyttades det till Helsingör som museifartyg.